# Astrild à poitrine fauve
Estrilda paludicola
Espèce
Statut de conservation UICN

 LC  : Préoccupation mineure
L'Astrild à poitrine fauve (Estrilda paludicola) est une espèce de passereaux d'Afrique centrale appartenant à la famille des Estrildidae.